# San Fermín (Madrid)
El barrio de San Fermín es un barrio perteneciente al distrito de Usera, en la ciudad de Madrid, España.
El barrio está delimitado por el río Manzanares al este, la M-30 y el nudo sur al norte, al oeste la avenida de Andalucía y el barrio de Orcasitas y al sur con la autopista M-40 y el nudo super-sur.

## Historia
Durante las primeras décadas del siglo XX se edificó la colonia satélite Alfonso XIII, con 450 viviendas, en lo que en aquél entonces era el municipio de Villaverde. Esta colonia, también conocida por el nombre de la cooperativa promotora Cooperativa Popular Madrileña, fue diseñada por Jesús Carrasco y construida entre 1929 y 1930 y promocionada en 1933 por el sindicato UGT acogiéndose al programa estatal de las Casas Baratas, que ofrecía ayudas y préstamos a bajo interés a las clases trabajadoras. 
La colonia fue destruida durante la Guerra Civil, y en 1946 el órgano falangista Instituto Nacional de la Vivienda construyó en los mismos terrenos un conjunto de 490 viviendas, todavía en pie en 1981.
El barrio fue antes del 31 de julio de 1954 parte del municipio de Villaverde, pero pasó a formar parte de la ciudad de Madrid, y a nivel administrativo se incluyó en el distrito de Usera a partir de la organización administrativa de distritos y barrios de 1988.
En 1955 se construyó a través de la Obra Sindical del Hogar el poblado de absorción de San Fermín para acoger a los habitantes de los barrios de chabolas del núcleo Jaime el Conquistador y otras de la zona del río Manzanares-puente de Praga. Estaba formado por 1221 viviendas de dos plantas, de reducidas dimensiones y graves deficiencias de edificación. En 1957 las chabolas de Jaime el Conquistador y de la zona del río Manzanares-puente de Praga fueron derribadas y las familias fueron reubicadas en el poblado de absorción de San Fermín, que posteriormente pasó a llamarse barrio de San Fermín. Por las viviendas pagaron entre 30 y 40.000 pesetas, en un barrio sin urbanizar y sin transporte público, y a lo largo de los años la Asociación de Vecinos de San Fermín logró conquistar servicios sociales mínimos, primeramente el transporte. El proceso de remodelación de estas viviendas empezó en 1980 y se alargó hasta mediados de los años 90.
En 1981 todavía quedaba en pie un barrio de chabolas poblado hacia los años 20, considerado el más antiguo del barrio y uno de los más antiguos de Madrid, llamado La Perla.
En el S.XXI el Ayuntamiento ha desarrollado grandes obras en el barrio,destacando el Parque Lineal del Manzanares,que conecta mediante una pasarela con Madrid Rio,la Caja Mágica,hogar del Mutua Madrid Open,un gimnasio,pistas deportivas,festivales y la Biblioteca de San Fermín,una reivindicación vecinal histórica que se inauguró tras años de retraso en 2022. 

## Educación
El barrio tiene tres colegios, uno público, el colegio República del Brasil (Primaria) y dos concertados, el Colegio San Fermín (infantil y primaria) y el colegio La Natividad (infantil, primaria, secundaria y FPB). También cuenta con dos escuelas infantiles, San Fermín y República del Brasil.

## Transportes
El barrio de San Fermín está comunicado con la red Metro de Madrid desde la primavera de 2007 por dos estaciones, ambas en la Línea 3.
Estas estaciones son San Fermín-Orcasur, estación compartida con el barrio de Orcasur, ubicada en la avenida de Andalucía en la confluencia con la avenida de los Fueros. 
La otra estación que da servicio a los vecinos es Hospital 12 de Octubre, situada en la Glorieta de Málaga. Estas dos estaciones dan acceso directo a la Puerta del Sol (Estación de Sol) en 10/12 minutos. También dispone en sus inmediaciones de una estación de Cercanías, Doce de Octubre (C-5), en el barrio de Almendrales. 
San Fermín tiene servicio de autobuses de la EMT de Madrid, pasando por el barrio las líneas 23, 78 y 123 y por la lindante avenida de Andalucía las líneas 18, 22, 59, 76, 79, 81, 85 y 86. Estas líneas dan al barrio comunicación con la plaza Mayor, Legazpi, Atocha, Embajadores y Oporto.

### Ferrocarril
A escasos metros del límite del barrio se encuentra la estación Doce de Octubre, de la línea C-5.

### Metro
El barrio posee dos paradas de la línea 3 bajo la avenida de Andalucía: Hospital 12 de Octubre y San Fermín-Orcasur.

### Autobús
El distrito es recorrido por las siguientes líneas de autobuses:
| Línea | Terminales                           |
| ----- | ------------------------------------ |
| 18    | Plaza Mayor – Villaverde Cruce       |
| 22    | Legazpi – Villaverde Alto            |
| 23    | Plaza Mayor – Villaverde Cruce       |
| 59    | Estación de Atocha – San Cristóbal   |
| 76    | Plaza Beata – Villaverde Alto        |
| 78    | Embajadores – San Fermín             |
| 79    | Legazpi – Villaverde Alto            |
| 81    | Oporto – Hospital 12 de Octubre      |
| 85    | Estación de Atocha – Butarque        |
| 86    | Estación de Atocha – Villaverde Alto |
| 121   | Campamento – Hospital 12 de Octubre  |
| 123   | Legazpi – Butarque                   |
| N12   | Cibeles – Butarque                   |
| N13   | Cibeles – San Cristóbal              |
| N14   | Cibeles – Villaverde Alto            |

## Fiestas
Se celebran durante la semana anterior al 7 de julio, día de San Fermín. Durante ellas se realizan actividades y concursos por asociaciones y organismos (Junta Municipal)entre los que destacan los concursos de cocina y planchado impulsados por las asociaciones vecinales. 
También se celebra un importante acto deportivo, la Maratón de Fútbol-Sala de San Fermín, en la que durante 48 horas, los equipos participantes disputan todos los partidos de la competición, teniendo además un nivel de competitividad bastante alto. 
Las fiestas culminan el 7 de julio, con los castillos de fuegos artificiales y justo después con "El Agua" un pasacalles popular en el que los vecinos tiran cubos de agua a los participantes a gritos de "¡¡¡Agua, agua!!!" y al ritmo de una banda de música, finalizando el recorrido por el barrio en una batalla de espuma en la calle Mezquita. Anteriormente se finalizaba asaltando la piscina municipal y bañándose con ropa de calle. El Ayuntamiento prohibió el asalto y desde entonces el recinto es custodiado por la Policía Municipal.

## Deportes
En el barrio San Fermín se ubica una de las instalaciones deportivas punteras de la ciudad de Madrid, la Caja Mágica, actual sede del Masters 1000 de Madrid de Tenis. Durante varias temporadas, la Caja Mágica fue sede del  Real Madrid de Baloncesto.
El barrio de San Fermín está representado a nivel deportivo por numerosas agrupaciones deportivas de distintos deportes, si bien cabe destacar la A.D.C Sanfer, el equipo de fútbol histórico del barrio. 
Este equipo es el resultado de la fusión de varias entidades balompédicas del barrio, como el Carabelos, el Virgen de la Antigua y el C.F. San Fermín. Ha disputado eliminatorías para el ascenso a categoría nacional (Tercera División). Entre sus hitos destaca la victoria a domicilio por 1 a 3 al Getafe CF en la temporada 85-86 en el Estadio de las Margaritas en categoría Preferente, siendo el único equipo capaz de vencer ese año al Getafe CF en su estadio. 
En los últimos años se creó el Club Inter Promesas que tiene su sede en la IDB LA PERLA.
El uniforme de este equipo se compone de camiseta roja y pantalón y medias negras.
También destacaron en fútbol-sala equipos como Fudres, Bar Olé, Bar Dioni o Estrella Negra.
Destacar por último que en el barrio de San Fermín reside actualmente el atleta de Puertollano Carlos Montero, especialista en velocidad.